# Копьеуска пятнистая
Копьеуска пятнистая (лат. Myrmeleotettix maculatus) — вид прямокрылых из семейства настоящих саранчовых (Acrididae).

## Описание
Самец — 11-13 мм, самка — 12-17 мм в длину, размах крыльев самца 8,5-10 мм, а самки — 7-11 мм.

## Место обитания
Живёт на пустошах и в местностях поросших вереском.

## Питание
Питается растениями из семейства злаковых (Poaceae).

## Подвиды
К виду относят 2 подвида:
- Myrmeleotettix maculatus maculatus (Thunberg, 1815)
- Myrmeleotettix maculatus hackeri Harz, 1987

## Распространение
Встречается Европе, северо-западная Африке, Кавказе и Казахстане.